# Mycosphaerella handelii
Mycosphaerella handelii är en svampart som beskrevs av Crous & U. Braun 2003. Mycosphaerella handelii ingår i släktet Mycosphaerella och familjen Mycosphaerellaceae.   Inga underarter finns listade i Catalogue of Life.